# April in Portugal
April in Portugal oder auch Avril au Portugal (in der portugiesischen Originalversion: Coimbra) ist nach A garota de Ipanema (The Girl from Ipanema von Tom Jobim) das weltweit am häufigsten aufgenommene portugiesischsprachige Lied.

## Entstehungsgeschichte
Das Lied wurde als Coimbra von Raul Ferrão (Musik) und José Galhardo (Text) Ende der 1930er Jahre geschrieben und beschrieb ursprünglich eher vergnügt-romantisch die studentischen Traditionen und studentische Liebeswerbung in Coimbra und an der Universität Coimbra, einer der ältesten Europas. Hierbei wird auch angespielt auf die tragische Liebesgeschichte von Inês de Castro und König Pedro I. 1355 in Coimbra, damalige Hauptstadt des jungen Königreichs Portugal.
Raul Ferrão und José Galhardo schrieben erfolgreich Lieder für die Theaterrevuen Lissabons der 1930er und 1940er Jahre. Coimbra wurde allerdings anfangs von den Produzenten abgelehnt. Das Stück gelangte schließlich doch noch als studentische „Serenata“ in den Film Capas Negras von Armando Miranda 1946. Er wurde 1947 das bis dahin erfolgreichste Werk des portugiesischen Films (22 Wochen). Die beiden Hauptdarsteller waren Amália Rodrigues und der Tenor Alberto Ribeiro, der das Lied seiner im Film Angebeteten sang, und bei den Studenten in Coimbra für Empörung sorgte, da sie ihre Traditionen, insbesondere des Fado de Coimbra, nicht korrekt durch ihn dargestellt sahen. Das Lied erlangte hier erste Aufmerksamkeit, aber noch in bescheidenem Umfang. Doch Amália Rodrigues mochte das Lied sehr und übernahm es in ihr Repertoire als Sängerin.

## Wirkungsgeschichte
1950 ging Amália dann im Rahmen des Kulturprogramms des Marshallplans auf Tour, bei der aus jedem Land ein Künstler teilnahm. Die damals berühmte französische Sängerin Yvette Giraud war ebenfalls auf Tour im Rahmen des Marshallplans und fragte Amália bei einem Zusammentreffen in Dublin nach einigen ihrer Lieblingslieder, die man ins Französische übertragen könne. So wurde aus Coimbra dann Avril au Portugal, umgetextet von Jacques Larue und mit Orchesterarrangement von Marc Herrand, dem Mann von Yvette Giraud. Sie nahm es sofort in ihr Repertoire auf und das Lied wurde vor allem in Paris und London populär, unter Musikern und Publikum gleichermaßen. In Großbritannien wurde das Lied als The girls from Nazare und in den USA als The whisp’ring serenade vertont. Im deutschsprachigen Raum kam es als Der erste Kuß ist gut heraus, gespielt vom Gellner Quartett (Austroton 55132).
Das repressive portugiesische Estado Novo-Regime nutzte das in französischer Übersetzung entstandene Lied und beauftragte das englische Filmteam von Regisseur José Ferrer, das in Portugal gerade Himmelfahrtkommando (“The cockleshell heroes”) drehte, mit der Produktion einer Dokumentation namens April in Portugal, in der Amália Rodrigues das gleichnamige Lied sang. Der Hauptdarsteller vom Himmelfahrtskommando, Trevor Howard, war dann auch Sprecher von April in Portugal.
Der Film hatte noch 1955 in der Royal Film Performance in London Premiere und wurde ein großer Erfolg, inklusive Filmpreisen auf der Berlinale und Filmfestival Mar del Plata.
Amália Rodrigues hat Coimbra immer wieder in ihrer Karriere in verschiedenen Versionen und in verschiedenen Sprachen neu aufgenommen.
Stets auf der Suche nach publikumswirksamen Liedern, nahmen auch viele andere Sänger und Musiker in aller Welt eigene Interpretationen des Liedes auf. Schon 1953 nahmen es Musiker wie Vic Damone, Oscar Alemán oder Liberace auf, aber auch Louis Armstrong, der April in Portugal am 21. April 1953 in New York einspielte, für sein Album Satchmo Serenades, auf dem er viele der angesagten romantischen Melodien der Zeit aufnahm, etwa C’est si bon, It takes two oder La vie en rose. Dem englischen Text (vom nordirischen Songschreiber Jimmy Kennedy schon 1947 geschrieben) fügte Armstrong nach der letzten Zeile „… but still my heart says I love you“ seine eigenen Worte „… and Portugal too!“ in seiner unnachahmlich humorvollen Art an.
Der Beatles-Entdecker und erste deutsche Autor eines US-Nr.1-Hits, Bert Kaempfert, nahm im März 1959 gleich ein ganzes Album mit dem Titel April in Portugal auf, sein erstes von über 30 für die Decca. Neben Coimbra/April in Portugal hat er hier noch eine ganze Reihe anderer portugiesischer Melodien in seine Easy-Listening-Instrumentalversionen verwandelt. In Deutschland machten danach weitere Tanzorchester das Lied der breiten bundesdeutschen Öffentlichkeit bis weit in die 1970er Jahre bekannt: Will Glahé, Werner Müller, James Last, Helmut Zacharias, Heinrich Riethmüller waren die bekanntesten Interpreten in Deutschland.
Wie groß das Spektrum der Sänger und Gruppen war, die das Lied spielten, zeigt sich an der großen Zahl von Künstlern aus unterschiedlichsten Ländern: Georges Moustaki, Xavier Cugat, Roger Williams, Edmundo Ros, Mantovani, Enoch Light, Roberto Carlos, Frankie Carle, Chet Atkins, Billy May, André van Duin, Bob Benny, Marcel Dadi, Pérez Prado, Olavi Virta, Lawrence Welk, Eddy Christiani, Percy Faith, Norman Luboff, Vic Damone, Eddie Calvert, der weltberühmte Pianist Liberace, Jane Morgan, Ray Conniff, Oscar Alemán.
Es folgten viele weitere Aufnahmen, von lateinamerikanischen Rhythmen und Swing über Beat, Surf und Alternative Rock bis hin zu einer Interpretationen durch Steel Drums und sogar Carillon-Glockenspiel.
Und am 11. November 2002 berichtete die Richard Nixon Library & Birthplace webpage, dass „über 1000 Bewunderer der Piano-Legende Roger Williams sein differenziertes Spiel genossen, als er an jenem Sonntag um 23:30 Uhr mit 13 Stunden und 5 Minuten seinen eigenen Weltrekord brach.“ Zwischen seinen Medleys erzählte er immer wieder Anekdoten über die Vorliebe des Skandal-Präsidenten Nixon für Pianoklänge und dem ständigen Wunsch seiner Gattin, April in Portugal hören zu wollen.

## Verbreitung
Von dem Lied sind über 200 Aufnahmen bekannt, darunter von folgenden Interpreten:
| - Louis Armstrong - Bert Kaempfert - Eartha Kitt - Joe Quijano - Caetano Veloso - Xavier Cugat - Bobby Capo - Oscar Alemán - Bing Crosby - Yvette Giraud - Pérez Prado - Gabriella Ferri | - Lambeth Community youth steel orchestra - Ester de Abreu - Vic Damone - Enoch Light - Chet Atkins - Lucho Garcia - Liberace - Tony Martin - Archie Bleyer - Alberto Ribeiro - James Last | - Earl Bostic - Eddy Christiani - Lawrence Welk - Buddy Merrill - Florian Zabach - Jacques Lannoy (s. Robert Lannoy) - José Afonso - Georges Moustaki - Julio Iglesias - Chico Buarque - Roberto Carlos |

Außerdem konnte man es auch von den verschiedensten Fado-Sängerinnen und Sängern hören, von studentischen Chören und Fado de Coimbra-Gruppierungen, aber auch von den Bronzeglocken des Palácio Nacional de Mafra und auf Punk- und Hip-Hop-Konzerten.